# Сулейманово (Мечетлінський район)
Сулейма́ново (рос. Сулейманово, башк. Һөләймән) — присілок у складі Мечетлінського району Башкортостану, Росія. Входить до складу Лемез-Тамацької сільської ради.
Населення — 472 особи (2010; 489 в 2002).
Національний склад:
- башкири — 96 %